# Tesla Autopilot
Tesla Autopilot är ett avancerat förarstödssystem (ADAS) utvecklat av Tesla, som erbjuder delvis fordonsautomation (Nivå 2-automation enligt SAE International). Alla Teslafordon levereras med "Grundläggande Autopilot", som inkluderar filhållning och adaptiv farthållare. Ägare kan uppgradera till "Förbättrad Autopilot" (EA) som tillägger semi-autonom navigering på begränsade vägar, självparkering och möjligheten att kalla på bilen från en garageplats eller parkeringsplats. Tesla hävdar att dessa funktioner minskar olyckor orsakade av förarens oaktsamhet och trötthet. 

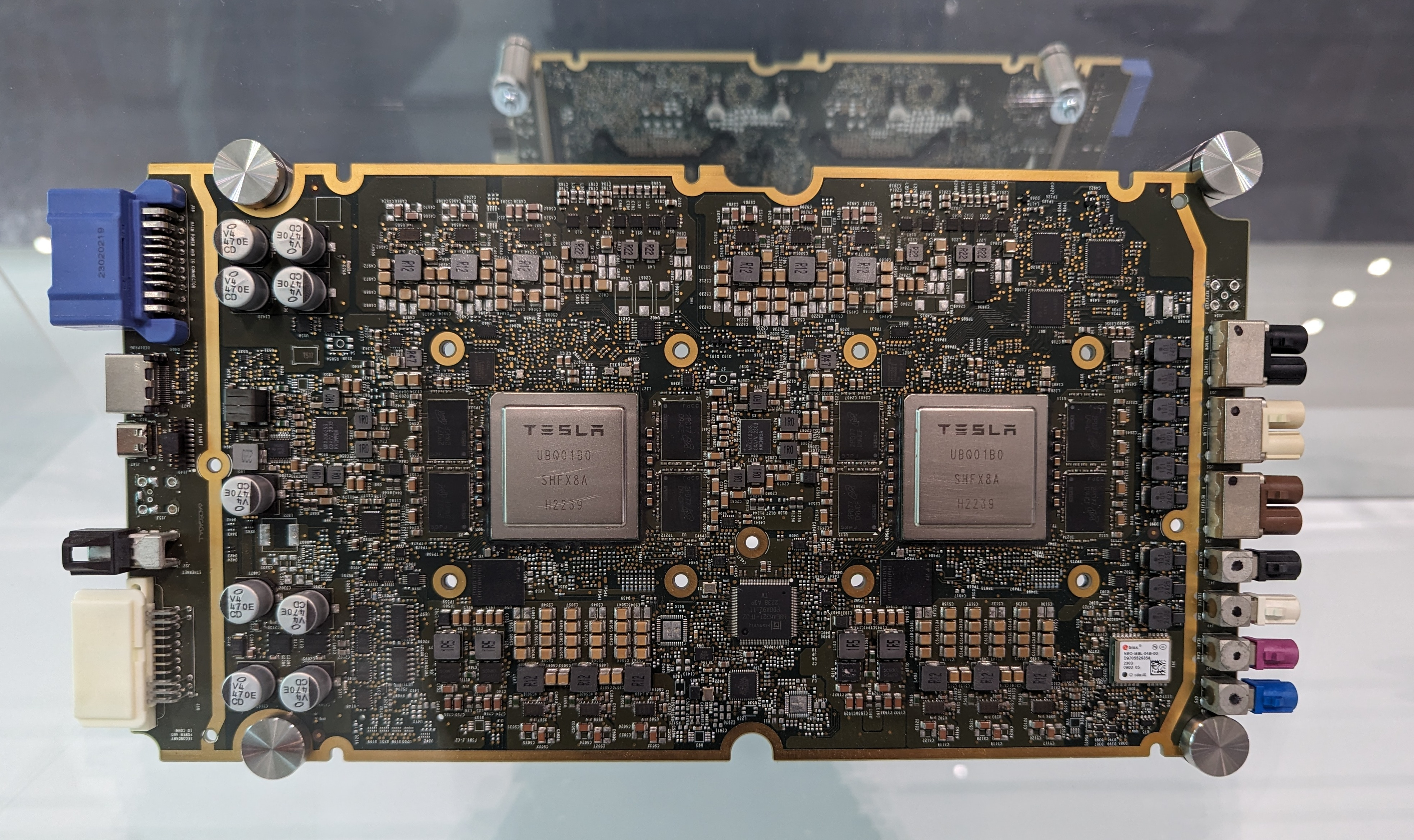

Fullständig självkörning (FSD) är Teslas betaprogram för att uppnå fullständig autonom körning (SAE Nivå 5), men trots namnet är fordonen fortfarande på Nivå 2-automation och kräver aktiv förarövervakning. FSD lägger till semi-autonom navigering på stadsgator och förmågan att svara på synliga trafikljus eller stoppskyltar. I februari 2023 hade Tesla ungefär 360 000 deltagare i FSD-programmet. Teslas beslut att använda otränade konsumenter för att validera beta-funktioner har kritiserats för att vara farligt och oansvarigt.